# Conculega
Conculega is een porte-manteauwoord van concurrent en collega. Het is een eufemisme voor een collega die als concurrent beschouwd wordt, of een medewerker van een concurrerend bedrijf.
Deze term wordt regelmatig gebruikt indien er sprake is van een collega die werkt bij een concurrent, of door concurrenten die elkaar niet direct zien als belagers. Een voorbeeld hiervan is de verhouding tussen Volkswagen en Porsche.
Franstaligen maken zich wel eens vrolijk over het feit dat Nederlandstaligen een woord gebruiken waarin twee Franse schuttingwoorden zitten ("con" en "cul").